# Child in Time
Child in Time is een compositie van de Britse hardrockband Deep Purple. Het nummer is afkomstig van het album Deep Purple in Rock uit 1970.

## Achtergrond
Child in Time is een van Deep Purples langst durende nummers, namelijk 10 minuten en 18 seconden. De melodie van het intro op het hammondorgel door Jon Lord is geïnspireerd op het nummer Bombay Calling van de Amerikaanse band It's a Beautiful Day uit 1968. Daarna komt de zangpartij, waarin de stem van zanger Ian Gillan in crescendo langzaam, steeds luider en luider, in voluit gillen overgaat, waarmee hij een groot vocaal bereik en volume demonstreert.
Daarna komt de gitaarsolo van Ritchie Blackmore, ondersteund door beukende drums, bas en orgel, die zes minuten duurt, voordat deze abrupt afbreekt en de hele compositie weer van voren af aan begint (da capo) en in een meerstemmig gegil eindigt.
Omdat het nummer in zijn geheel 10 minuten en 18 seconden duurt en op een conventionele vinylsingle op 45 toeren per minuut niet veel meer dan zeven minuten per kant past, werd de originele single in twee delen op de twee kanten van een plaatje uitgebracht. De single-release kwam overigens pas in 1972, twee jaar na de release van Deep Purple In Rock. Het eerste deel duurde in deze single-versie 6:09". In 1975 werd het nummer opnieuw uitgebracht ter gelegenheid van de nummer 1-notering ervan in de Top 100 Aller tijden van Radio Veronica. Deze mix duurde 7:49". Beide mixen zijn voor zover bekend nooit op cd of op streamingplatforms uitgebracht.
Een live-uitvoering van Child in Time verscheen enige tijd later, in 1972, op het livealbum Made in Japan.

## Hitlijst

### Evergreen Top 1000
| Evergreen Top 1000 – Child in Time | Evergreen Top 1000 – Child in Time | Evergreen Top 1000 – Child in Time | Evergreen Top 1000 – Child in Time | Evergreen Top 1000 – Child in Time | Evergreen Top 1000 – Child in Time | Evergreen Top 1000 – Child in Time | Evergreen Top 1000 – Child in Time | Evergreen Top 1000 – Child in Time | Evergreen Top 1000 – Child in Time | Evergreen Top 1000 – Child in Time | Evergreen Top 1000 – Child in Time | Evergreen Top 1000 – Child in Time | Evergreen Top 1000 – Child in Time | Evergreen Top 1000 – Child in Time | Evergreen Top 1000 – Child in Time | Evergreen Top 1000 – Child in Time |
| Jaar                               | 2008                               | 2009                               | 2010                               | 2011                               | 2012                               | 2013                               | 2014                               | 2015                               | 2016                               | 2017                               | 2018                               | 2019                               | 2020                               | 2021                               | 2022                               | 2023                               |
| ---------------------------------- | ---------------------------------- | ---------------------------------- | ---------------------------------- | ---------------------------------- | ---------------------------------- | ---------------------------------- | ---------------------------------- | ---------------------------------- | ---------------------------------- | ---------------------------------- | ---------------------------------- | ---------------------------------- | ---------------------------------- | ---------------------------------- | ---------------------------------- | ---------------------------------- |
| Positie                            | -                                  | -                                  | -                                  | -                                  | -                                  | -                                  | -                                  | -                                  | -                                  | 60                                 | 22                                 | 26                                 | 28                                 | 22                                 | 24                                 | 24                                 |

### NPO Radio 2 Top 2000
Het is een van de succesvolste noteringen van NPO Radio 2's Top 2000 met driemaal achtereenvolgens een tweede positie.

| Nummer met noteringen in de NPO Radio 2 Top 2000 | '99 | '00 | '01 | '02 | '03 | '04 | '05 | '06 | '07 | '08 | '09 | '10 | '11 | '12 | '13 | '14 | '15 | '16 | '17 | '18 | '19 | '20 | '21 | '22 | '23 | '24 |
| ------------------------------------------------ | --- | --- | --- | --- | --- | --- | --- | --- | --- | --- | --- | --- | --- | --- | --- | --- | --- | --- | --- | --- | --- | --- | --- | --- | --- | --- |
| Child in Time                                    | 3   | 2   | 2   | 2   | 3   | 3   | 4   | 4   | 4   | 4   | 5   | 4   | 3   | 4   | 4   | 4   | 8   | 5   | 5   | 6   | 12  | 15  | 15  | 16  | 17  | 19  |

1. ↑  Een vetgedrukt getal geeft de hoogste notering aan.

### JOE FM Hitarchief Top 2000
| Child in Time | Child in Time | Child in Time | Child in Time | Child in Time | Child in Time | Child in Time | Child in Time | Child in Time | Child in Time | Child in Time | Child in Time | Child in Time | Child in Time |
| Jaar          | 2009          | 2010          | 2011          | 2012          | 2013          | 2014          | 2015          | 2016          | 2017          | 2018          | 2019          | 2020          | 2021          |
| ------------- | ------------- | ------------- | ------------- | ------------- | ------------- | ------------- | ------------- | ------------- | ------------- | ------------- | ------------- | ------------- | ------------- |
| Positie       | 3             | 3             | 4             | 4             | 10            | 9             | 12            | 17            | 13            | 7             | 3             | 5             | 6             |

Ian Paice · Roger Glover · Ian Gillan · Steve Morse · Don Airey

Jon Lord † · Ritchie Blackmore · Rod Evans · Nick Simper · David Coverdale · Glenn Hughes · Tommy Bolin † · Joe Lynn Turner · Joe Satriani